# Adobe ImageReady
Adobe ImageReady was beeldbewerkingssoftware die verkocht werd met Adobe Photoshop door Adobe. Het was beschikbaar voor Windows en Mac OS X. ImageReady had minder functies dan Photoshop en was ontworpen voor het snel bewerken van webafbeeldingen in plaats van geavanceerd bewerken met effecten. ImageReady had gespecialiseerde functies, zoals het aanmaken van geanimeerde GIF-afbeeldingen, afbeeldingscompressie-optimalisatie en HTML-generatie.

## Uitgavegeschiedenis
Adobe ImageReady 1.0 werd uitgegeven als een standaloneprogramma. ImageReady is gebundeld met Photoshop tussen versie 2.0 en CS2. Adobe synchroniseerde de versienummers van ImageReady en Photoshop beginnend met versie 7.0.
| Uitgave | Versienummer | Uitgavedatum  | Gebundeld met (versie) |
| ------- | ------------ | ------------- | ---------------------- |
| 1e      | 1.0          | Juli 1998     | (geen)                 |
| 2e      | 2            | Juli 1999     | Photoshop 5.5          |
| 3e      | 3            | Oktober 2000  | Photoshop 6.0          |
| 4e      | 7            | Februari 2002 | Photoshop 7.0          |
| 5e      | 8 ("CS")     | Oktober 2003  | Photoshop CS           |
| 6e      | 9 ("CS2")    | Mei 2005      | Photoshop CS2          |
| 7e      | 10 ("CS3")   | Maart 2007    | Niet verder ontwikkeld |

Met de uitgave van Creative Suite 3 wordt ImageReady officieel niet meer verder ontwikkeld. Adobe bezit nu immers Adobe Fireworks, het Macromedia-equivalent van ImageReady. Daarom werd besloten ImageReady stop te zetten en enkel nog Fireworks te ontwikkelen.

## Kritiek
Adobe ImageReady kan enkel tabelgebaseerde code genereren zonder de optie te geven voor het genereren van tabelcode met gebruik van CSS voor positionering.